# Obernholz
Obernholz település Németországban, azon belül Alsó-Szászország tartományban. Lakosainak száma 821 fő (2023. december 31.). Obernholz Wittingen, Hankensbüttel, Dedelstorf, Sprakensehl és Lüder községekkel határos.

## Népesség
A település népességének változása:
| Lakosok száma | 875  | 843  | 854  | 829  | 831  | 821  |
|               | 2016 | 2017 | 2019 | 2021 | 2022 | 2023 |